# Alexandre Kniazev
Pour les articles homonymes, voir Kniazev.
Alexandre Alexandrovitch Kniazev (en russe : Александр Александрович Князев) est un violoncelliste et organiste russe né le 26 avril 1961 à Moscou. Il est nommé meilleur musicien de l'année en Russie en 1999.

## Biographie
Alexandre Kniazev a effectué ses études musicales au Conservatoire de Moscou.
Il entre dans la classe de violoncelle d'Alexandre Fedortchenko et dans la classe d'orgue de  G. Kozlova. 
Fort d'une solide formation, il remporte alors les premiers prix de violoncelle au concours de Vilnius, celui de G. Cassado, Concours international de musique de chambre de Trapini et Pretoria.
Il remporte également le deuxième prix du Concours Tchaïkovski de Moscou.
Il se produit alors dans le monde entier et enregistre de nombreux disques dont deux seront primés.

## Discographie
- Brahms : Trio pour piano et cordes en Do mineur op. 101 no.3, Quatuor pour piano et cordes en Do mineur op. 60 no.3 Suoni e Colori (1999)
- Le Chant du Monde (1999)
- Chopin : Sonate pour violoncelle et piano en Sol mineur op. 65
- Brahms : Quatre chants sérieux pour baryton et piano (arr. Kniazev)
- Schumann : Trois Fantasies, Pieces op. 73
- Guillou : Fantasia Concertante pour violoncelle et orgue
- Bach : Six Suites pour violoncelle (1999)
- Bach : Chaconne pour Partita No. 2 en Ré mineur pour violon (2000)
- Beethoven : Sonate pour violon et piano No. 5 en Fa majeur op. 24 "Spring"
- Schubert : Duo pour violon et piano en la majeur op. 162 D574
- Brahms : Scherzo pour violon et piano "Sonate F.A.E." (2001)
- Brahms : Quatuor pour piano et cordes en sol mineur op. 25 no. 1
- Brahms : Trio pour alto, violoncelle et piano en la mineur op. 114 (2001)
- Reger : Quatre Sonates pour violoncelle et piano (2001)
- Bach : Six Suites pour violoncelle (2004)
- Rachmaninov : Trio "elegiaque" No. 2 en ré mineur op. 9
- Shostakovich : Piano Trio No. 2 en mi mineur op. 67 (2005)
- Tchaikovsky : Variations sur un thème Rococo, Andante cantabile, Nocturne en mi mineur
- Tchaikovsky :Twelve Romances (2005)
- Chopin : Sonate pour violoncelle en sol mineur op.65
- Rachmaninov : Sonate pour violoncelle en sol mineur op.19
- Rachmaninov : Vocalise op.34 n.14 (2006)